# Molly Dreska
Molly Dreska (* 23. Juni 1988 in Rockville Centre, New York) ist eine US-amerikanische Fußballspielerin.

## Karriere
Während ihres Studiums an der University of Maryland, College Park spielte Dreska von 2006 bis 2010 für die dortige Universitätsmannschaft der Maryland Terrapins und lief parallel dazu in den Jahren 2009 und 2010 für die W-League-Franchise der Long Island Rough Riders auf. Während der Saison 2014 der NWSL stand sie als Reservespielerin im erweiterten Kader des FC Kansas City und kam am 7. Mai gegen die Western New York Flash zu ihrem einzigen Saisoneinsatz. In der Saison 2017 stand Dreska im Kader des WPSL-Teilnehmers GSI Pride.

## Privates
Dreska arbeitet in der Verwaltung des MLS-Teilnehmers Sporting Kansas City.